# Albrechtice v Jizerských horách
Albrechtice v Jizerských horách è un comune della Repubblica Ceca facente parte del distretto di Jablonec nad Nisou, nella regione di Liberec.